# Пере Мілья
Пере Мілья (ісп. Pere Milla, 23 вересня 1992, Лерида) — іспанський футболіст, фланговий півзахисник клубу «Еспаньйол».

## Ігрова кар'єра
Народився 23 вересня 1992 року в місті Лерида. Вихованець футбольної школи клубу «Льєйда». Дорослу футбольну кар'єру розпочав 2011 року в основній команді клубу «Льєйда Еспортіу», в якій провів три сезони.
Наступними командами в ігровій кар'єрі футболіста були «Хетафе Б», «Логроньєс», «Ейбар», «УКАМ Мурсія» та «Нумансія».
2019 року приєднався до лав «Ельче».
15 серпня 2023 року підписав контракт на чотири роки з «Еспаньйолом».